# Draggen, Dalarna
Draggen är en sjö i Mora kommun, Orsa kommun och Rättviks kommun i Dalarna och ingår i Dalälvens huvudavrinningsområde. Sjön har en area på 2,07 kvadratkilometer och ligger 323 meter över havet. Sjön avvattnas av vattendraget Draggån.

## Delavrinningsområde
Draggen ingår i det delavrinningsområde (677269-145796) som SMHI kallar för Utloppet av Draggen. Medelhöjden är 336 meter över havet och ytan är 11,03 kvadratkilometer. Räknas de 4 avrinningsområdena uppströms in blir den ackumulerade arean 38,91 kvadratkilometer. Draggån som avvattnar avrinningsområdet har biflödesordning 3, vilket innebär att vattnet flödar genom totalt 3 vattendrag innan det når havet efter 321 kilometer. Avrinningsområdet består mestadels av skog (46 procent) och sankmarker (32 procent). Avrinningsområdet har 2,06 kvadratkilometer vattenytor vilket ger det en sjöprocent på 18,7 procent.